# Schützenhaus (Eilenburg)
Das Schützenhaus (auch Schießhaus sowie Großes oder Gemeines Schützenhaus) in Eilenburg war ein Vereins- und Veranstaltungsgebäude mit Gaststätte und Hotel. 1839 eröffnet, diente es zunächst der Vereinigten Bogen- und Büchsenschützen-Gesellschaft als Heimstatt. Nach mehreren Besitzerwechseln und baulichen Erweiterungen firmierte das nun größte Veranstaltungsgebäude der Stadt als Stadthalle. In der DDR-Zeit wurde der Name in Jugendklubhaus geändert. Trotz Denkmalschutz wurde das historische Bauwerk nach mehrjährigem Leerstand 2001 abgerissen.

## Lage

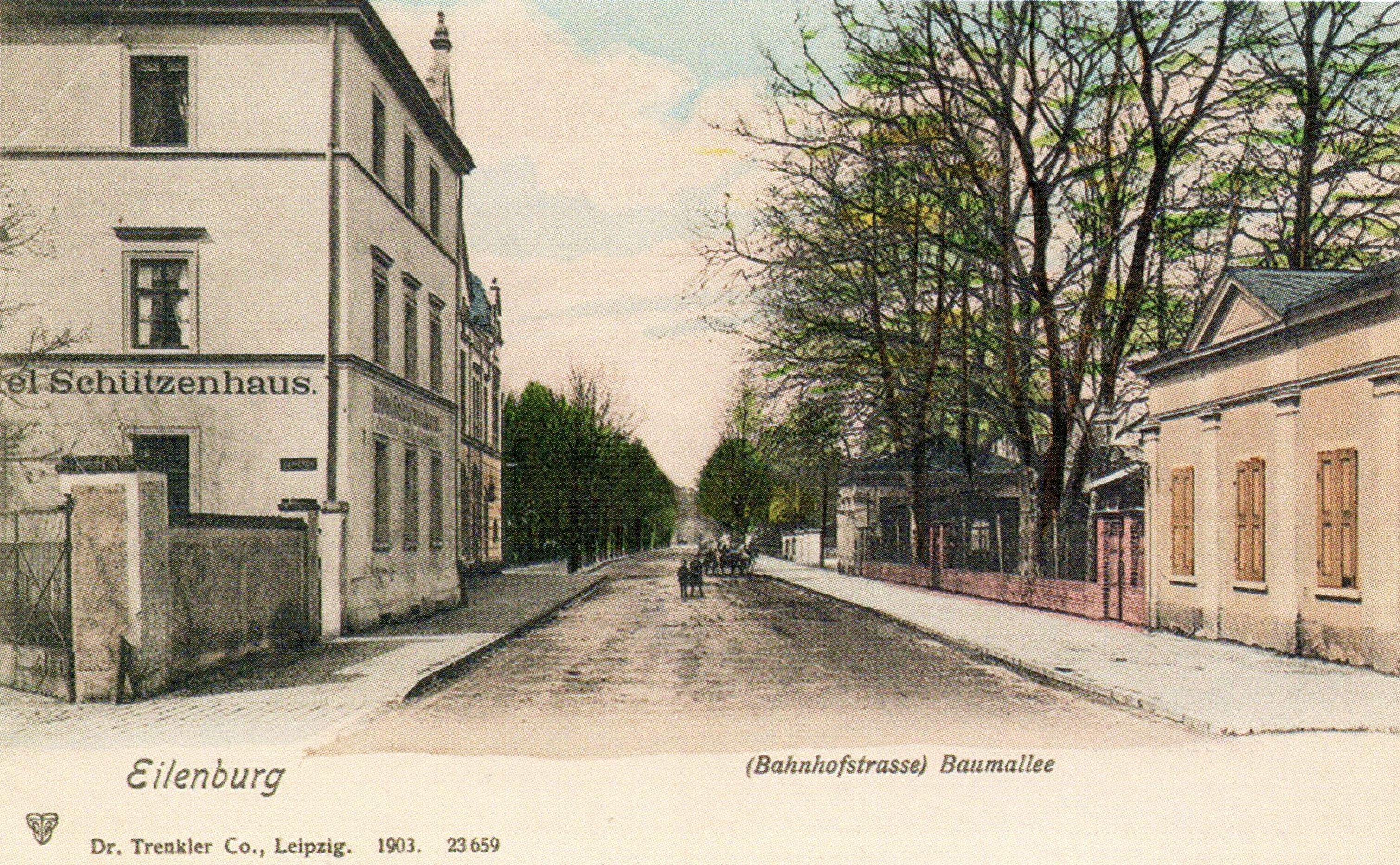
Blick in die Bahnhofstraße in Richtung Norden, links das Schützenhaus mit dem Hotelanbau im Vordergrund, rechts die Schützenwache und Zugang zum Schützenplatz mit den Schießständen (1903)

Das Schützenhaus stand an der Bahnhofstraße im Süden des Stadtteils Mitte und hatte die Hausnummern 29/30. Die an dieser Stelle abzweigende Sydowstraße versetzte das Grundstück in eine markante Keillage. Östlich des Schießhauses lag der als Übungsgelände und städtischer Festplatz genutzte Schützenplatz. Die Straße, die die dortigen Wohngebäude erschließt, trägt dementsprechend heute diesen Namen. Die um die Jahrhundertwende angelegte Schützenstraße, seit 1947 Walther-Rathenau-Straße, tangiert das ehemalige Schützengelände und mündet am alten Standort des Schützenhauses in die Bahnhofstraße.
Das zur Entstehungszeit des Gebäudes noch unbebaute Gebiet abseits der Altstadt vor dem südlichen Stadttor (Kuh- oder Neutor) wurde als Pfingstwiese bezeichnet und diente den Viehwirten der Stadt als Hutungsfläche. Der im Hochwassergebiet der Mulde gelegene Bauplatz lag auf einer natürlichen Geländehöhe. Der ursprüngliche Weg zum Kuhbusch erhielt nach dem Bau des Schützenhauses die Bezeichnung Schießhausdamm. Er wurde 1872/1873 zur Erschließung des neu eröffneten Bahnhofs Eilenburg ausgebaut und in Bahnhofstraße umbenannt. Im Zuge dessen wurde das Gebiet als Bauland erschlossen. So entstand 1869 in unmittelbarer Nähe des Schützenhauses die städtische Gasanstalt, heute Unternehmenssitz der Stadtwerke Eilenburg. Etwa zur gleichen Zeit wurde auf Veranlassung des Unternehmers Wilhelm Ferdinand Mitscherlich die naturbelassene Aue nördlich und westlich vom Schützenhaus zum Stadtpark umgestaltet. Ab 1874 begann der Wohnhaus- und Gewerbebau entlang der Bahnhofstraße und in den neu angelegten Querstraßen. In der Nachbarschaft entstanden unter anderem das Postamt (1884) und das Hotel Parkschloss (1895). Ab 1913 entstand östlich vom Schützenplatz die Infanterie-Kaserne. Etwa ab den 1920er-Jahren wurden auf dem ehemaligen Schützenplatz Wohnhäuser errichtet.

## Geschichte
Erstmals 1484 werden in Eilenburg Armbrust- und Büchsenschützen erwähnt, die über mehrere hundert Jahre nebeneinander bestanden und jeweils ein eigenes Schützenhaus unterhielten. Die Häuser lagen vor den Stadtmauern in direkter Nähe zum südlichen Stadttor. Beide wurden vermutlich im Dreißigjährigen Krieg zerstört und 1665 bzw. 1695 wieder aufgebaut. 1722 wurde wiederum ein neues Schützenhaus errichtet, das vermutlich jenes von 1665 ersetzte. Es war unterkellert und hatte einen großen Saal im Obergeschoss. 1760 wurde eines der beiden Schützenhäuser verkauft und zu einem Wohnhaus umgebaut. 1831 gab es eine erste Vereinbarung, die sich in ständigem Rechtsstreit befindlichen Schützenvereinigungen zusammenzulegen. Nachdem im März 1832 das bestehende Schützenhaus einem Brand zum Opfer gefallen war, einigten sich die Schützengilden noch im selben Jahr auf eine Fusion, um gemeinsam ein neues Schützenhaus zu errichten. Mit der Vertragsunterzeichnung am 29. Juni entstand die Vereinigte Bogen- und Büchsenschützen-Gesellschaft. 1833 wurde vor dem Gerichtsamt Eilenburg ein Vertrag geschlossen, nach dem das neue Schützenhaus gemeinsames Eigentum werden sollte.

Ansichtskarte des Schützenhauses mit Ansicht von Südosten (1902)

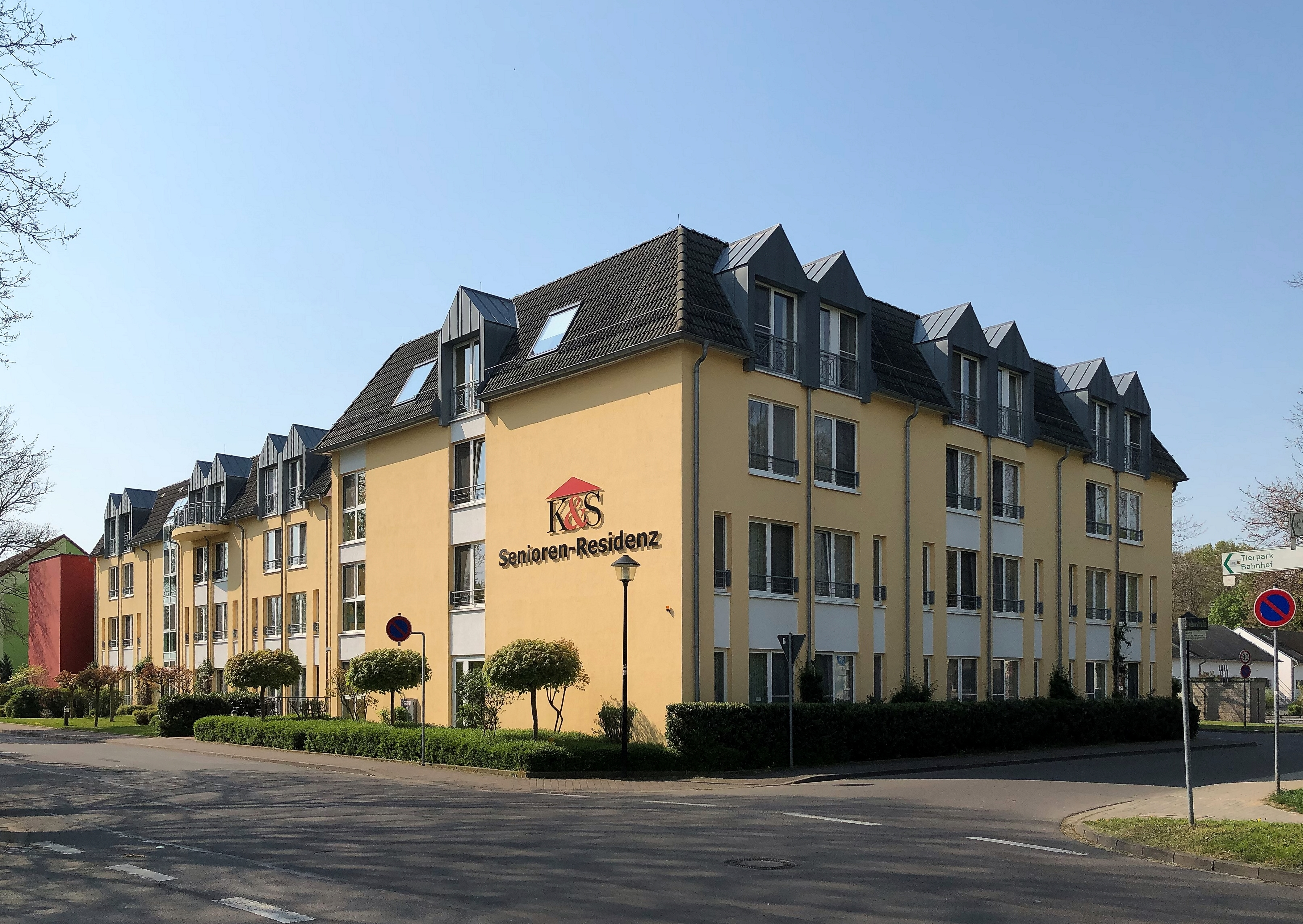
Am Standort des ehemaligen Schützenhauses befindet sich seit 2002 ein Seniorenwohnheim (Foto: 2022).

Im Dezember 1839 konnte das neue, klassizistische Schützenhaus feierlich eingeweiht werden. Die hohen laufenden Kosten überforderten jedoch bald die Vereinigung, so dass das Vereinshaus an den Gastwirt Julius Heyne 1852 zunächst verpachtet und 1859 schließlich samt Inventar verkauft wurde. 1868 kam das Haus in den Besitz des Berliner Bauunternehmers Rauschnig, der auch am Bau der im selben Jahr konzessionierten Bahnstrecke Halle–Sorau beteiligt gewesen sein soll. Er ließ das Schützenhaus renovieren und verkaufte es für 8000 Taler an den Wirt Hermann Lehmann, der es im folgenden Jahr an Friedrich Grosse veräußerte. Beide hatten neben der Gastwirtschaft einen Hotelbetrieb etabliert. Ab 1900 führte die Eilenburger Brauerei Landsperger das Haus, die einen neuen Saal errichtete und 1910 eine Sanierung und Erweiterung durchführte. 1911 erwarb die Stadt Eilenburg schließlich das Schützenhaus für 256.000 Mark. Danach wurde an der Südseite des Gebäudes ein Pavillon angebaut, um einen Café-Betrieb einzurichten. 1912 war das nun Städtisches Schützenhaus genannte Etablissement Veranstaltungsort der Ersten Eilenburger Fachausstellung für Gastwirtschaft, Hotelwesen und Kochkunst, im selben Jahr gründete sich dort eine Jugendwehr zum Schutz gegen den „Terrorismus der Sozialdemokratie“.
1919 wurde dem breiter gewordenen Nutzungsspektrum durch die Umbenennung in Stadthalle Rechnung getragen. 1934 ließ die neue nationalsozialistische Führung das Gebäude ihren Repräsentationsansprüchen entsprechend umbauen. Dabei wurde der vorhandene Jugendstil-Dekor entfernt und durch Art-Déco-Elemente ersetzt. Den Zweiten Weltkrieg überstand die Stadthalle im Gegensatz zur massiv zerstörten Altstadt schadlos. So gab es 1945 eine Versammlung, bei der die Gründung „freier Gewerkschaften“ beschlossen wurde. Am 9. April 1946 tagten in der Stadthalle Delegierte der Eilenburger Ortsgruppen von SPD und KPD und beschlossen ihren Zusammenschluss zur SED. 1961 erfolgte die Umbenennung in Jugendklubhaus. Aufgrund der nun häufig stattfindenden Tanzveranstaltungen setzte sich im Volksmund die Bezeichnung Schwungscheibe durch.
Als Vereinigungsstätte von SPD und KPD wurde das Jugendklubhaus noch zu DDR-Zeiten als „Denkmal der politischen Geschichte“ unter Schutz gestellt. Fotoaufnahmen aus dieser Zeit zeigen, dass bereits der größte Teil des äußeren Bauschmucks entfernt worden war, insbesondere der Giebel und die Ecktürmchen wurden stark vereinfacht. Als stadtbildprägendes Bauwerk und wegen seiner orts- und baugeschichtlichen Bedeutung wurde das Schützenhaus nach der Wende in die Landesdenkmalliste des Landesamtes für Denkmalpflege Sachsen aufgenommen. Nachdem ein rentabler Betrieb unter marktwirtschaftlichen Bedingungen nicht mehr gelungen war, wurde das Schützenhaus nach mehrjährigem Leerstand und Verfall im Jahr 2001 abgebrochen. Auf dem Grundstück wurde im darauf folgenden Jahr ein Seniorenwohnheim der K&S Gruppe errichtet.

## Baubeschreibung

### Außenhülle

Die Schaufassade des Schützenhauses zur Bahnhofstraße (um 1910)

Das Schützenhaus bestand aus drei Gebäudeteilen unterschiedlichen Alters als Ergebnis der oben beschriebenen baulichen Erweiterungen. Nördlich lag mit dem Saalgebäude das eigentliche Schützenhaus. Dem schlossen sich in südlicher Richtung der Hotelanbau und schließlich der Pavillon an. Der Hotelbau trat dabei deutlich aus der Bauflucht des Saalgebäudes hervor, wohingegen der Pavillon zurückgesetzt war. Die Gesamtlänge der Straßenfront betrug 66 Meter, wobei der Pavillon allein 18 Meter maß. Die maximale Tiefe des Gebäudeensembles betrug auf Höhe des Bühnenhauses 33 Meter.
Das Schützenhaus war zweistöckig angelegt mit einem großen zentral gelegenen Ziergiebel. Die Nordost- und die Südwestecke waren durch Türmchen betont, die jeweils ein Treppenhaus aufnahmen. Von der Bahnhofstraße bestanden zwei Eingänge, zwischen denen drei breite Segmentbogenfenster lagen. Rechts neben dem nördlichen der beiden Eingänge gab es ein Biforienfenster. Eine Putznutung gliederte die Fassade im Erdgeschoss. Ein weiterer Zugang existierte von der Sydowstraße. Ein Gurtgesims trennte Erd- und Obergeschoss. Die im Obergeschoss verbauten Rechteckfenster erhielten eine einfache Verdachung. Lisenen gliederten die Fassade in Vertikalrichtung über die gesamte Höhe. Im Mittelteil war über den breiteren Fenstern weiterer Zierrat angebracht. Der dominante Giebel war mit kleinen Obelisken im Verlauf der Lisenen und einem hohen leicht geschwungenen Abschluss gestaltet. Der Mittelbau mit dem Saal erhielt ein Satteldach mit einem Dachreiter, die Ecktürmchen ein Glockendach. Die Galerien waren mit einem Flachdach abgeschlossen.
Der Hotelanbau war ein dreigeschossiger, auf nahezu quadratischem Grundriss angelegter Putzbau. Er verfügte über einen separaten Zugang von der Bahnhofstraße aus. Zu den offenen Seiten gab es jeweils drei Fensterachsen. Die Fenster erhielten Verdachungen. Sohlbankgesimse gaben eine horizontale Gliederung. Bedeckt war der Anbau mit einem Walmdach.
Der Pavillon hatte einen langgestreckten eingeschossigen Baukörper. Er war großzügig durchfenstert und in seiner Gestaltung dem seiner Entstehungszeit typischen Jugendstil entsprechend. Sein separater Eingang grenzte unmittelbar an den Hotelbau. Ein kleiner zentraler Gebäudevorsprung war flankiert von drei rechteckigen Drillingsfenstern. Die südliche Ecksituation war ebenfalls leicht vorspringend abgesetzt und trug wie die Türme am Saalbau ein Glockendach, ansonsten bedeckte den Pavillon ein Satteldach.

### Innenraum

Der Saal und die Bühne des Schützenhauses (1906)

Das Schützenhaus nahm den Veranstaltungssaal mit Eingangsbereich, das Bühnenhaus, Garderoben, Toiletten und zwei seitliche Galerien auf. Letztere waren über die Treppenhäuser an der Nordost- und Südwestecke erreichbar. Die Gaststätte war im Hotelanbau untergebracht. Der Saal maß 20 mal 19,38 Meter. Er war durch zwei Säulenreihen von je vier Säulen in einen Mittel- und zwei Seitenbereiche geteilt. Auf den im Abstand von rund fünf Metern stehenden Säulen ruhten das Dach des Mittelbaus sowie die beiden Galerien. Zwei weitere Säulen auf der östlichen Seite grenzten den Saal vom Eingangsbereich ab. Ursprünglich war dieser leicht erhöhte Bereich als Zuschauerraum für den Schießbetrieb angelegt worden. An den Saal schloss sich zur westlichen Seite die Bühne mit einer Fläche von 6 mal 11,9 Metern und einer Höhe von 1,3 Metern an. Eine Erweiterung der Bühne von 1,5 mal 8,8 Metern ragte in den Saal hinein. Die Bühnenöffnung maß 7,37 mal 5,1 Meter. Unter der Bühne gab es einen Barbetrieb. Die Galerien befanden sich in einer Höhe von 4,8 Metern und maßen 3,47 Meter in der Breite. Die Gesamthöhe des Saals betrug 9,18 Meter. Die Dachkonstruktion war eine Mischung aus Kehlbalken- und Pfettendach. Die Toiletten waren in der Nordwestecke des Gebäudes untergebracht.
Der ursprünglich für 600 Personen ausgelegte Saal konnte nach den verschiedenen Um- und Ausbauten bis zu 2000 Gäste aufnehmen. Damit war das Schützenhaus das größte Veranstaltungsgebäude Eilenburgs.

## Neues Schützenhaus

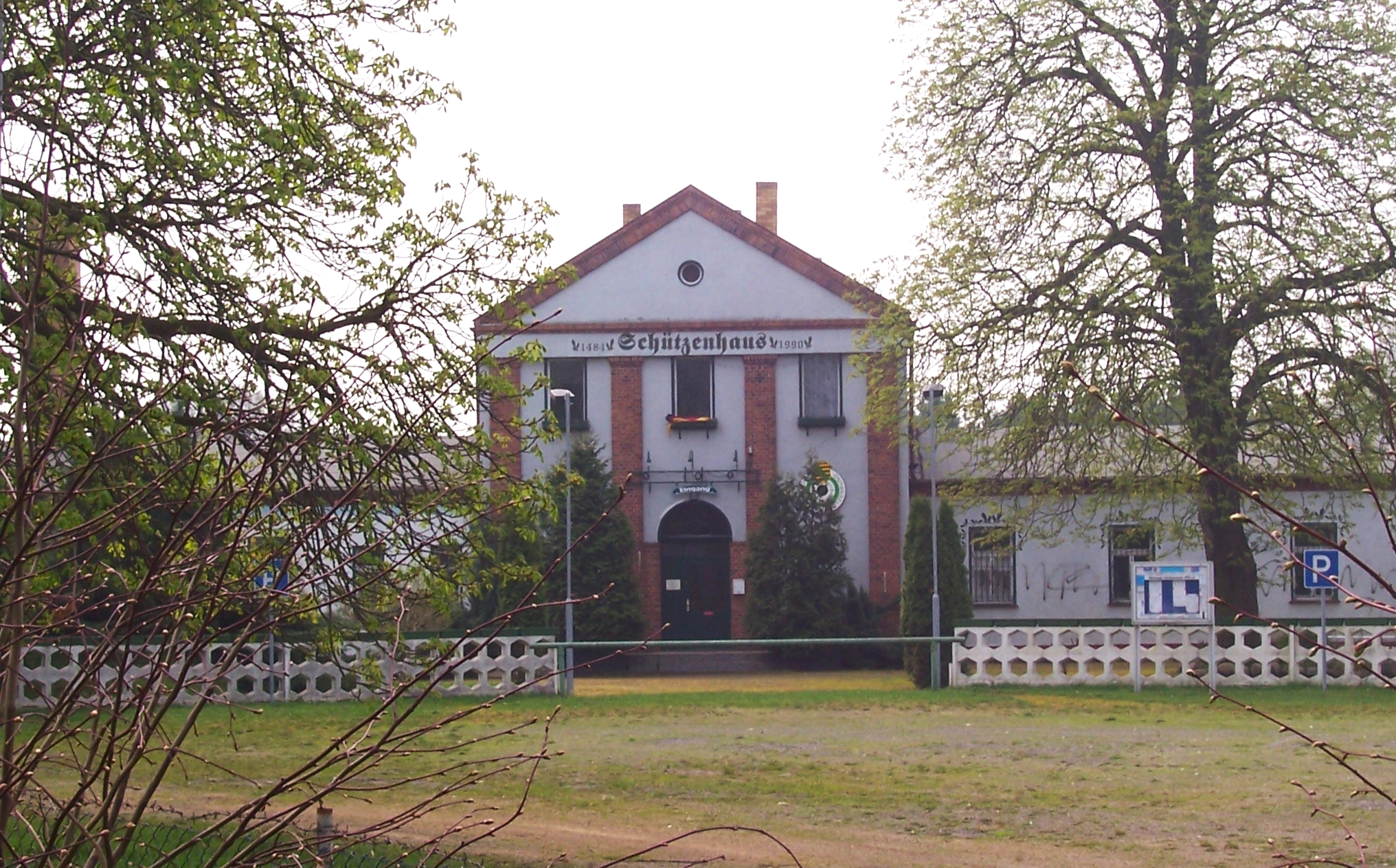
Neues Schützenhaus in der Kastanienallee (2009)

Im Jahr 1922 erwarb der Schützenverein ein Grundstück in der noch unbebauten Kastanienallee, um dort ein neues Schützenhaus zu errichten. Bis 1926 sammelte der Verein dafür 26.000 Reichsmark. Insbesondere der damals amtierende Büchsenschützenhauptmann Alexander Müller hatte sich für das Bauvorhaben eingesetzt. Am 12. September 1926 war die Grundsteinlegung. Schon im Frühjahr 1927 konnten 30 Schießstände in Nutzung genommen werden, ehe nach knapp einjähriger Bauzeit am 3. Juli 1927 die feierliche Einweihung der Gesamtanlage folgte. Mit der Bauausführung war das Eilenburger Bauunternehmen A. und W. Vieweg betraut worden. Auf der neuen Anlage wurde 1931 das Provinzialbundesschießen der Provinzen Sachsen, Anhalt und Braunschweig abgehalten. Auch das Neue Schützenhaus verfügte wieder über eine öffentliche Gastwirtschaft. 1946 wurde das Schützenhaus enteignet. Zu DDR-Zeiten richtete sich in dem Gebäude die lokale Formation der Gesellschaft für Sport und Technik (GST) ein. Seit 1990 dient es dem neu gegründeten Eilenburger Schützenverein 1990 e. V. als Vereinsheim.
Das Gebäude besteht aus einem zweigeschossigen Mittelbau und den zu beiden Seiten angelegten eingeschossigen Seitenflügeln. Der dreiachsige Mittelbau wird durch vier in Ziegelmauerwerk ausgeführte Pilaster gegliedert. Der Zugang erfolgt durch eine zentral angelegte Rundbogentür. Der Dreiecksgiebel ist mit Klinkern gerahmt und hat ein zentrales Ochsenaugenfenster.